# Magnus Isacsson
Magnus Isacsson (Suecia, 1948 – Montreal, 2 de agosto de 2012) fue un director de documentales canadiense cuyas películas investigan asuntos políticos contemporáneos y temas en el activismo social. Emigró a Canadá en 1970, trabajó como productor para el CBC y completó más de 15 películas de forma independiente desde 1986.
Su película Uranium, que trata la historia de la contaminación radiactiva en la tierra nativa de las minas de uranio de Canadá, ganó un premio Golden Sheaf en el Festival de Yorkton en 1991; Power, es un largometraje de la crónica lucha de los Cree de cinco años en contra del Proyecto Hidroeléctrico la Gran Ballena en el  norte de Quebec, que recibió el premio al Mejor Documental en el Festival Internacional de Cine Ambiental en París (1997), entre otros reconocimientos y nominaciones. The Choir Boys, es una película sobre el viaje de un coro de hombres sin hogar en Montreal, que ganó el premio al Mejor Documental en el Festival de Cine Internacional de Mumbai en 2000.
Isacsson participó en la Organización Documental de Canadá (antes CIFC) desde sus inicios, contribuyendo a la formación del cabildo de Montreal en 1988. Él también estuvo implicado en el inicio del Rencontres Internationales du Documentaire de Montreal como un miembro de su primer comité de programación. En asociación con el RIDM, Isacsson instigó el Docu Lunes (Lundis du Doc) serie de proyecciones. Isacsson fue miembro de la unión del director ARRQ en Quebec, y se ha desempeñado como miembro del consejo para el Observatoire du Documentaire.
La película más reciente de Isacsson es el largometraje documental l'Art en Action (2009), un estudio del grupo de ATSA de instalación de arte urbano provocador. Isacsson también estuvo recientemente en la producción de una película sobre el Raging Grannies.
Magnus Isacsson murió en Montreal el 2 de agosto de 2012.

## Filmografía
- l'Art en Action (2009)
- The Battle of Rabaska (2008)
- Hell-bent for Justice (2005)
- Waiting for Martin (2004)
- Maxime, McDuff & McDo (2002)
- View From the Summit (2002)
- Pressure Point (1999)
- The Choir Boys (1999)
- Vivre Ensemble (1997)
- Power (1996)
- The Big Upheaval (1996)
- The Emperor's New Clothes (1995)
- Union Trouble (1991)
- Uranium (1991)
- Out of the Ashes (1991)
- Toivo (1990)